# Chính sách thị thực của Rwanda

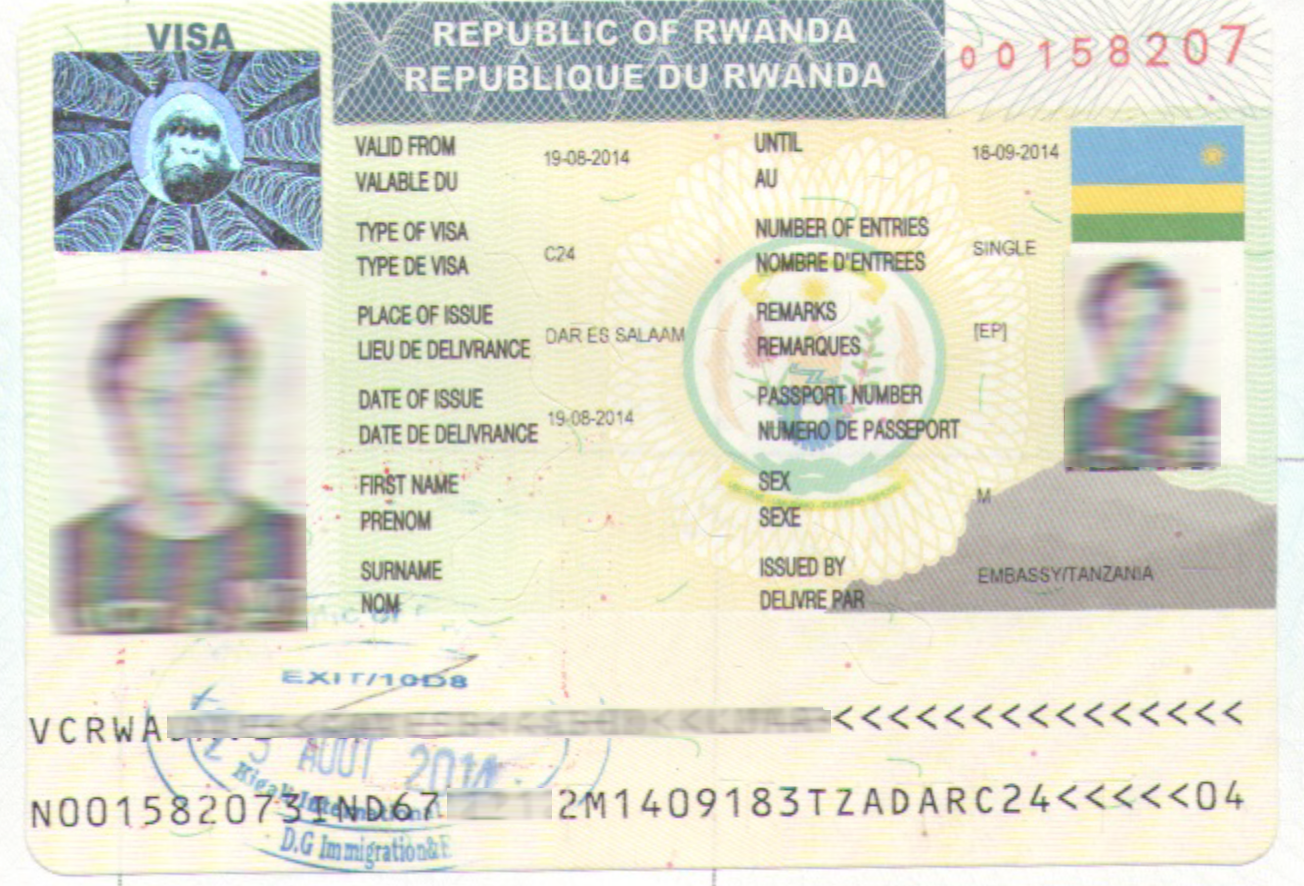
Thị thực du lịch Rwanda được cấp tại đại sứ quán tại Tanzania năm 2014

Cộng hòa Rwanda, một thành viên của Cộng đồng Đông Phi, cho phép công dân của tất cả các quốc gia châu Pho xin thị thực tại cửa khẩu. Công dân của hầu hết các quốc gia khác phải xin thị thực điện tử trực tuyến trước khi khởi hành.  Tất cả hành khách phải sở hữu hộ chiếu có hiệu lực ít nhất sáu tháng với ít nhất một trang còn trống. Người Kenya và Uganda có thể sử dụng thẻ căn cước thay cho hộ chiếu để đến Rwanda.

## Bản đồ chính sách thị thực

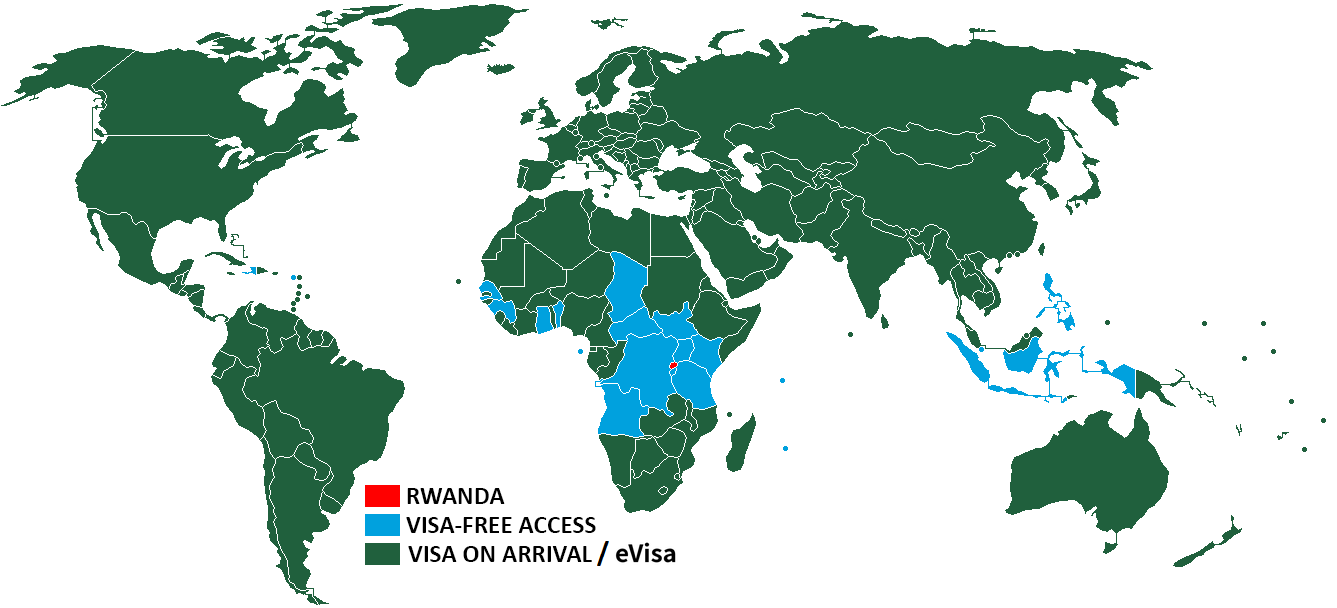
Chính sách thị thực Rwanda

## Miễn thị thực
Công dân của các quốc gia sau được miễn thị thực với thời gian được nêu rõ:
| 6 tháng - Burundi - KenyaID - Nam Sudan - Tanzania - UgandaID 90 ngày (và được xin thị thực miễn phí) - Benin - Cộng hòa Trung Phi - Chad - Cộng hòa Dân chủ Congo - Ghana - Guinea - Haiti - Indonesia - Mauritius - Philippines - São Tomé và Príncipe - Senegal - Seychelles - Singapore - Các Tiểu vương quốc Ả Rập Thống nhất |

ID — Cũng có thể đến bằng thẻ căn cước.
Người sở hữu hộ chiếu ngạoi giao hoặc công vụ của Djibouti, Ethiopia, Gabon, Guinea, Ấn Độ, Israel, Maroc và Thổ Nhĩ Kỳ không cần thị thực.

## Thị thực tại cửa khẩu
Du khách từ tất cả các quốc gia có thể xin thị thực tại cửa khẩu từ ngày 1 tháng 1 năm 2018. Công dân của các quốc gia Thị trường Chung cho Đông và Nam Phi xin được thị thực có hiệu lực lên đến 90 ngày trong khi du khách từ một số quốc gia khác có thể xin được thị thực có hiệu lực 30 ngày.

## Thị thực điện tử
trước ngày 1 tháng1 năm 2018, công dân của tất cả các quốc gia cần xin thị thực trước khi đến có thể xin trực tuyến hoặc tại một trong các phái vụ ngoại giao Rwanda. Một thị thực nhập cảnh có hiệu lực một lần đối với quãng thời gian lên đến 30 ngày và được xử lý trong vòng 3 ngày làm việc.